# Arrondissement Tulle
Das Arrondissement Tulle ist eine Verwaltungseinheit des französischen Départements Corrèze in der Region Nouvelle-Aquitaine. Hauptort (Präfektur) ist Tulle.
Im Arrondissement liegen 105 Gemeinden.

## Gemeinden
Die Gemeinden des Arrondissements Tulle sind:
| 1. Affieux (19001)                          | 2. Albussac (19004)                    | 3. Argentat-sur-Dordogne (19010)          | 4. Auriac (19014)                     |
| 5. Bar (19016)                              | 6. Bassignac-le-Bas (19017)            | 7. Bassignac-le-Haut (19018)              | 8. Beaumont (19020)                   |
| 9. Bonnefond (19027)                        | 10. Bugeat (19033)                     | 11. Camps-Saint-Mathurin-Léobazel (19034) | 12. Chamberet (19036)                 |
| 13. Chamboulive (19037)                     | 14. Chameyrat (19038)                  | 15. Champagnac-la-Prune (19040)           | 16. Chanac-les-Mines (19041)          |
| 17. Chanteix (19042)                        | 18. Clergoux (19056)                   | 19. Condat-sur-Ganaveix (19060)           | 20. Cornil (19061)                    |
| 21. Corrèze (19062)                         | 22. Darazac (19069)                    | 23. Espagnac (19075)                      | 24. Espartignac (19076)               |
| 25. Eyburie (19079)                         | 26. Eyrein (19081)                     | 27. Favars (19082)                        | 28. Forgès (19084)                    |
| 29. Gimel-les-Cascades (19085)              | 30. Goulles (19086)                    | 31. Gourdon-Murat (19087)                 | 32. Grandsaigne (19088)               |
| 33. Gros-Chastang (19089)                   | 34. Gumond (19090)                     | 35. Hautefage (19091)                     | 36. L’Église-aux-Bois (19074)         |
| 37. La Chapelle-Saint-Géraud (19045)        | 38. La Roche-Canillac (19174)          | 39. Lacelle (19095)                       | 40. Ladignac-sur-Rondelles (19096)    |
| 41. Lagarde-Marc-la-Tour (19098)            | 42. Lagraulière (19100)                | 43. Laguenne-sur-Avalouze (19101)         | 44. Lamongerie (19104)                |
| 45. Le Chastang (19048)                     | 46. Le Lonzac (19118)                  | 47. Les Angles-sur-Corrèze (19009)        | 48. Lestards (19112)                  |
| 49. Les Trois-Saints (19248)                | 50. Madranges (19122)                  | 51. Masseret (19129)                      | 52. Meilhards (19131)                 |
| 53. Mercœur (19133)                         | 54. Monceaux-sur-Dordogne (19140)      | 55. Naves (19146)                         | 56. Neuville (19149)                  |
| 57. Orgnac-sur-Vézère (19154)               | 58. Orliac-de-Bar (19155)              | 59. Pandrignes (19158)                    | 60. Perpezac-le-Noir (19162)          |
| 61. Peyrissac (19165)                       | 62. Pierrefitte (19166)                | 63. Pradines (19168)                      | 64. Reygade (19171)                   |
| 65. Rilhac-Treignac (19172)                 | 66. Rilhac-Xaintrie (19173)            | 67. Saint-Augustin (19181)                | 68. Saint-Bonnet-Elvert (19186)       |
| 69. Saint-Bonnet-les-Tours-de-Merle (19189) | 70. Saint-Chamant (19192)              | 71. Saint-Cirgues-la-Loutre (19193)       | 72. Saint-Clément (19194)             |
| 73. Sainte-Fortunade (19203)                | 74. Saint-Geniez-ô-Merle (19205)       | 75. Saint-Germain-les-Vergnes (19207)     | 76. Saint-Hilaire-les-Courbes (19209) |
| 77. Saint-Hilaire-Peyroux (19211)           | 78. Saint-Hilaire-Taurieux (19212)     | 79. Saint-Jal (19213)                     | 80. Saint-Julien-aux-Bois (19214)     |
| 81. Saint-Julien-le-Pèlerin (19215)         | 82. Saint-Martial-de-Gimel (19220)     | 83. Saint-Martial-Entraygues (19221)      | 84. Saint-Martin-la-Méanne (19222)    |
| 85. Saint-Mexant (19227)                    | 86. Saint-Pardoux-la-Croisille (19231) | 87. Saint-Paul (19235)                    | 88. Saint-Priest-de-Gimel (19236)     |
| 89. Saint-Privat (19237)                    | 90. Saint-Salvadour (19240)            | 91. Saint-Sylvain (19245)                 | 92. Salon-la-Tour (19250)             |
| 93. Seilhac (19255)                         | 94. Servières-le-Château (19258)       | 95. Sexcles (19259)                       | 96. Soudaine-Lavinadière (19262)      |
| 97. Tarnac (19265)                          | 98. Toy-Viam (19268)                   | 99. Treignac (19269)                      | 100. Tulle (19272)                    |
| 101. Uzerche (19276)                        | 102. Veix (19281)                      | 103. Viam (19284)                         | 104. Vigeois (19285)                  |
| 105. Vitrac-sur-Montane (19287)             |                                        |                                           |                                       |

## Neuordnung der Arrondissements 2017

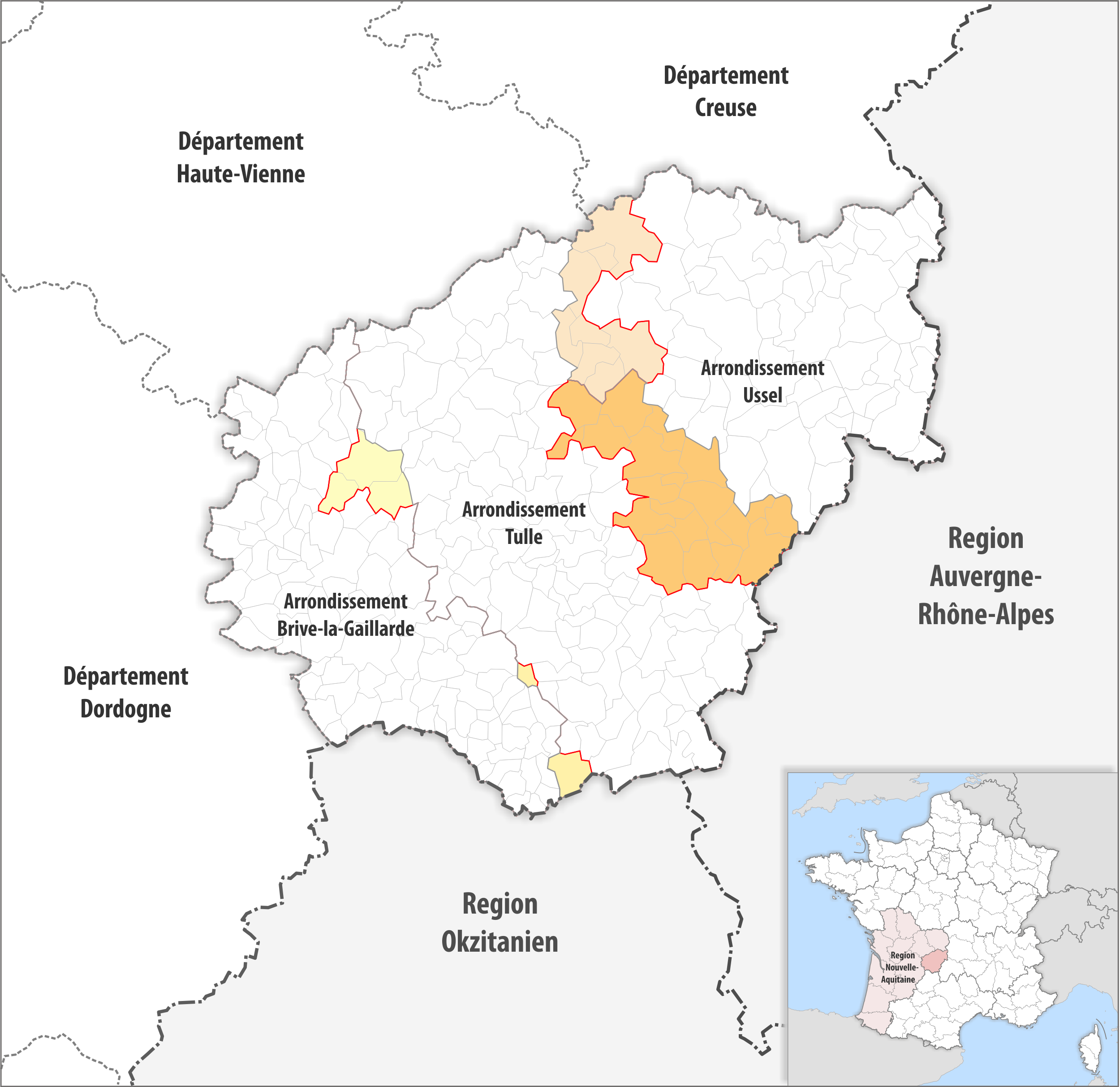
Arrondissementsanpassungen im Jahr 2017

Durch die Neuordnung der Arrondissements im Jahr 2017 wurde aus dem Arrondissement Brive-la-Gaillarde die Fläche der drei Gemeinden Orgnac-sur-Vézère, Perpezac-le-Noir und Vigeois und vom Arrondissement Ussel die Fläche der acht Gemeinden Bonnefond, Gourdon-Murat, Grandsaigne, Lestards, Pradines, Tarnac, Toy-Viam und Viam dem Arrondissement Tulle zugewiesen.
Dafür wechselte vom Arrondissement Tulle die Fläche der zwei Gemeinden Altillac und Ménoire zum Arrondissement Brive-la-Gaillarde und die Fläche der 20 Gemeinden Champagnac-la-Noaille, Chapelle-Spinasse, Chaumeil, Égletons, Lafage-sur-Sombre, Lapleau, Latronche, Laval-sur-Luzège, Le Jardin, Marcillac-la-Croisille, Meyrignac-l’Église, Montaignac-Saint-Hippolyte, Moustier-Ventadour, Rosiers-d’Égletons, Saint-Hilaire-Foissac, Saint-Merd-de-Lapleau, Saint-Pantaléon-de-Lapleau, Saint-Yrieix-le-Déjalat, Sarran und Soursac zum Arrondissement Ussel.

## Neuordnung der Arrondissements 2024
Der Erlass des Präfekten der Region Nouvelle-Aquitaine vom 27. Juli 2023 legte mit Wirkung zum 1. Januar 2024 den Wechsel der Gemeinde Bugeat vom Arrondissement Ussel zum Arrondissement Tulle fest.

## Ehemalige Gemeinden seit der landesweiten Neuordnung der Kantone
- Bis 2024: Saint-Ybard
- Bis 2019: Lagarde-Enval, Marc-la-Tour, Laguenne, Saint-Bonnet-Avalouze
- Bis 2016: Argentat, Saint-Bazile-de-la-Roche